# Liste des cardinaux créés par Pascal III
L'antipape Pascal III (1164-1168) a créé 8 pseudo-cardinaux.

## Pseudo-cardinaux-évêques
- Marino, évêque de Frascati
- Vibiano, évêque  de Palestrina
- Riccardo, évêque de  Civita Castellana

## Pseudo-cardinal-prêtre
- Opizo, titre de  S. Clemente

## Pseudo-cardinaux-diacres
- Giovanni
- Ottone
- Guido
- Étienne.